# Carrhotus
Genre
Synonymes
- Diagondas Simon, 1902
- Eugasmia Simon, 1902

Carrhotus est un genre d'araignées aranéomorphes de la famille des Salticidae.

## Distribution
Les espèces de ce genre se rencontrent en Asie, en Afrique, en Europe et au Brésil.

## Liste des espèces
Selon World Spider Catalog (version 25.5, 05/08/2024) :
- Carrhotus affinis Caporiacco, 1934
- Carrhotus albolineatus (C. L. Koch, 1846)
- Carrhotus albosetosus Satkunanathan & Benjamin, 2022
- Carrhotus andhra Caleb, 2020
- Carrhotus assam Caleb, 2020
- Carrhotus atratus Satkunanathan & Benjamin, 2022
- Carrhotus barbatus (Karsch, 1880)
- Carrhotus bellus Wanless, 1984
- Carrhotus catagraphus Jastrzebski, 1999
- Carrhotus coronatus (Simon, 1885)
- Carrhotus erus Jastrzebski, 1999
- Carrhotus harringtoni Prószyński, 1992
- Carrhotus kamjeensis Jastrzebski, 1999
- Carrhotus lobatus Satkunanathan & Benjamin, 2022
- Carrhotus malayanus Prószyński, 1992
- Carrhotus occidentalis (Denis, 1947)
- Carrhotus olivaceus (G. W. Peckham & E. G. Peckham, 1907)
- Carrhotus operosus Jastrzebski, 1999
- Carrhotus piperus Caleb & Sampathkumar, 2024
- Carrhotus qingzhaoae Wang & Li, 2023
- Carrhotus s-bulbosus Jastrzebski, 2009
- Carrhotus samchiensis Jastrzebski, 1999
- Carrhotus sannio (Thorell, 1877)
- Carrhotus sarahcrewsae Cao & Li, 2016
- Carrhotus scriptus Simon, 1902
- Carrhotus silanthi Caleb, 2020
- Carrhotus singularis Simon, 1902
- Carrhotus spiridonovi Logunov, 2021
- Carrhotus subaffinis Caporiacco, 1947
- Carrhotus sundaicus Prószyński & Deeleman-Reinhold, 2010
- Carrhotus taprobanicus Simon, 1902
- Carrhotus tholpettyensis Sudhin, Nafin, Caleb & Sudhikumar, 2021
- Carrhotus tristis Thorell, 1895
- Carrhotus viduus (C. L. Koch, 1846)
- Carrhotus viridiaureus (Simon, 1902)
- Carrhotus xanthogramma (Latreille, 1819)
- Carrhotus yunnanensis (Song, 1991)

## Systématique et taxinomie
Ce genre a été décrit par Thorell en 1891 dans les Salticidae.
Eugasmia a été placé en synonymie par Prószyński en 1984.
Diagondas a été placé en synonymie par Maddison en 2015.

## Publication originale
- Thorell, 1891 : « Spindlar från Nikobarerna och andra delar af södra Asien. » Kongliga Svenska Vetenskaps-Akademeins Handlingar, vol. 24, no 2, p. 1-149 (texte intégral).